# Choi Won-young
Choi Won Young (en hangul, 최원영) (Corea del Sur, 10 de enero de 1976) es un actor surcoreano.

## Biografía
El 28 de febrero de 2014 se casó con la actriz Shim Yi-young, en el Grand Ballroom of the COEX Walkerhill Hotel de Samseong-dong. La pareja se conoció durante el rodaje de A Hundred Year Legacy en 2013, donde interpretaban a una pareja casada. El 22 de junio de 2014, nació la primera hija de la pareja.

## Carrera
Anteriormente miembro de la agencia Saram Entertainment, en julio de 2024 firmó un contrato exclusivo con Hodu&U Entertainment, según anunció esta última.
Comenzó su carrera como actor en el año 2002, con su debut en la película Sex Is Zero, y a lo largo de los años ha aparecido en cine y televisión. Sus roles más notables fueron en los dramas While You Were Sleeping y A Hundred Year Legacy, así como también en la película Your Time Is Up, que fue premiada en la edición 2012 del Festival Internacional de Cine de Busan.
En enero de 2019 se anunció que se había unido al elenco de la serie Doctor Prisoner, donde dio vida a Lee Jae-joon, el principal sucesor del conglomerado "Taekang Group" después de que su padre Lee Duk-sung, es diagnosticado con Alzheimer.

## Filmografía

### Series de televisión
| Año     | Título                               | Rol                               | Canal   | Ref.          |
| ------- | ------------------------------------ | --------------------------------- | ------- | ------------- |
| 2006    | Drama City "She's Smiling"           | Hyung Jin                         | KBS2    |               |
| 2007    | Like Land and Sky                    | Jang Young Min                    | KBS1    |               |
| 2007    | Belle                                | Im Kyung Ho                       | KBS1    |               |
| 2008    | You Are My Destiny                   | Nam Gyeong Woo                    | KBS1    |               |
| 2009    | Two Wives                            | Lee Young Min                     | SBS     |               |
| 2009    | Queen Seondeok                       | General Gyebaek                   | MBC     |               |
| 2009    | Hometown of Legends "Silent Village" | Jin Sung                          | KBS2    |               |
| 2010    | Definitely Neighbors                 | Chae Ki Hoon                      | SBS     |               |
| 2010    | Drama Special "After the Opera"      | Lee Joong Do                      | KBS2    |               |
| 2010    | Stormy Lovers                        | Lee Tae Hoon                      | MBC     |               |
| 2011    | While You Were Sleeping              | Yoon Min Joon                     | SBS     |               |
| 2012    | Tasty Life                           | Kang In Chul                      | SBS     |               |
| 2013    | A Hundred Year Legacy                | Kim Chul Gyu                      | MBC     |               |
| 2013    | Wonderful Mama                       | Hombre sin hogar (cameo, Ep. 8)   | SBS     |               |
| 2013    | Dating Agency: Cyrano                | Sommelier (cameo, Ep. 1)          | tvN     |               |
| 2013    | After School: Lucky or Not           | Sacerdote (cameo)                 | BTV     |               |
| 2013    | The Heirs                            | Yoon Jae Ho                       | SBS     |               |
| 2014    | Three Days                           | Kim Do Jin                        | SBS     |               |
| 2014    | Drama Special "Climb the Sky Walls"  | Entrenador                        | KBS2    |               |
| 2014    | The Night Watchman's Journal         | King Haejong (aparición especial) | MBC     |               |
| 2014    | Secret Door                          | Chae Je Gong                      | SBS     |               |
| 2015    | Kill Me, Heal Me                     | Ahn Gook                          | MBC     |               |
| 2015    | Hello Monster                        | Lee Joon Ho                       | KBS2    |               |
| 2015    | Twenty Again                         | Kim Woo Chul                      | tvN     |               |
| 2016-17 | Hwarang: The Poet Warrior Youth      | Lord Kim Ahn-ji                   | KBS     |               |
| 2017    | Mad Dog                              | Joo Hyun-gi                       | KBS2    |               |
| 2017-18 | Oh, the Mysterious                   | Jang Pil-seong                    | SBS     |               |
| 2018    | Where Stars Land                     | Han Jae-young                     | KBS2    |               |
| 2019    | The Nokdu Flower                     | Hwang Seok-joo                    | SBS     |               |
| 2019    | Doctor Prisoner                      | Lee Jae-joon                      | SBS     |               |
| 2020    | Mystic Pop-up Bar                    | Chef Gwi                          |         |               |
| 2020    | Alice                                | Seok Oh-won                       | SBS     |               |
| 2020    | Mi peligrosa esposa                  | Kim Yoon-chul                     | MBN     | [ 11 ] [ 12 ] |
| 2021    | Youth of May                         | Hwang Hee-tae (de adulto)         | KBS2    |               |
| 2021    | A Person Like You                    | Ahn Hyun-sung                     | JTBC    |               |
| 2021-22 | Moonshine                            | Lee Shi-heum                      | KBS2    |               |
| 2022    | Golden Spoon                         | Hwang Hyeon-do                    | MBC     | [ 13 ]        |
| 2022    | Bajo el paraguas de la reina         | Rey Lee Ho                        | tvN     | [ 14 ]        |
| 2023    | Twinkling Watermelon                 | Padre de Eun-gyeol                | tvN     | [ 15 ]        |
| 2024    | Jerarquía                            | Jeong Ki-young                    | Netflix |               |
| 2024    | Familia por elección                 | Yoon Jeong-jae                    | JTBC    | [ 16 ] [ 17 ] |

### Películas
| Año  | Título                            | Rol                            | Ref.   |
| ---- | --------------------------------- | ------------------------------ | ------ |
| 2002 | Sex Is Zero                       | Park Chan Soo                  |        |
| 2004 | To Catch a Virgin Ghost           | Han Seok                       |        |
| 2005 | Tarzan Park Heung-suk             | Kang Hyun-woo                  |        |
| 2005 | Love in Magic                     | Han Joon Seok                  |        |
| 2006 | Mr. Wacky                         | cameo                          |        |
| 2007 | Cheaters                          | Seok Ho                        |        |
| 2009 | Chaw                              | Fiscal (cameo)                 |        |
| 2010 | The Outlaw                        | Park Sung Chul                 |        |
| 2011 | Earth Rep Rolling Stars (Animada) | Jack (voz)                     |        |
| 2011 | In Love and War                   | Jae Bok (cameo)                |        |
| 2011 | Perfect Game                      | Comentarista deportivo (cameo) |        |
| 2012 | Grape Candy                       | Ji Hoon                        |        |
| 2012 | Ghost Sweepers                    | Choi Seung Woo (cameo)         |        |
| 2012 | Confession of Murder              | Jeong Tae Seok                 |        |
| 2013 | Your Time Is Up                   | Seok Ho                        |        |
| 2013 | Short! Short! Short! 2013         | Dong Kyu                       |        |
| 2014 | The Plan Man                      | Kang Byung Soo                 |        |
| 2015 | Looking for My Family             | Tae Seong                      |        |
| 2019 | Jesters: The Game Changers        | Hong Yoon-Sung                 |        |
| 2020 | Oh! My Gran                       | Detective Kang                 |        |
| 2021 | The Book of Fish                  | Jeong Yak-jong                 | [ 18 ] |
| 2023 | Past Lives                        | Padre de Nora                  |        |
| 2024 | Land of Happiness                 | Baek Seung-gi                  | [ 19 ] |

### Programas de variedades
| Año  | Título                      | Canal | Función             | Notas                                                      | Ref.          |
| ---- | --------------------------- | ----- | ------------------- | ---------------------------------------------------------- | ------------- |
| 2011 | Adrenaline                  | XTM   |                     |                                                            |               |
| 2017 | Law of the Jungle in Komodo | SBS   | Participante        | Ep. 278-282                                                |               |
| 2021 | Delicious Rendezvous        | SBS   | Miembro del reparto |                                                            | [ 20 ]        |
| 2023 | Europa fuera de la tienda   | tvN   | Miembro del reparto | Programa de viajes en tienda de campaña - temp. 2 (España) | [ 21 ] [ 22 ] |

### Aparición en videos musicales
| Año  | Canción          | Artista       |
| ---- | ---------------- | ------------- |
| 2007 | «Woman»          | Jung Il Young |
| 2013 | «Love in Memory» | Byul          |

### Teatro
| Año       | Título               | Rol   |
| --------- | -------------------- | ----- |
| 2003      | Pandora's Box        |       |
| 2009-2010 | Love's Labour's Lost | Ji Am |

### Revistas / sesiones fotográficas
| Año  | Título            | Notas                                 | Ref.   |
| ---- | ----------------- | ------------------------------------- | ------ |
| 2019 | High Cut Magazine | junto a Jung Joon-ho y Kim Byung-chul | [ 23 ] |

## Premios y nominaciones
| Año  | Premio    | Categoría                              | Trabajo         | Resultado | Ref.   |
| ---- | --------- | -------------------------------------- | --------------- | --------- | ------ |
| 2017 | KBS Drama | Best Supporting Actor                  | Mad Dog         | Ganador   | [ 24 ] |
| 2019 | KBS Drama | Excellence Award for Miniseries (Male) | Doctor Prisoner | Ganador   | [ 25 ] |